# Mutisia (revista)
Mutisia es una revista ilustrada con descripciones botánicas que es editada por el Instituto de Ciencias Naturales de Colombia y publicada desde el año 1952 con el nombre de Mutisia; Acta Botanica Colombiana. Bogotá.